# Paradoks drabiny
Paradoks drabiny (lub paradoks tyczki i stodoły) – eksperyment myślowy w Szczególnej Teorii Względności (STW).
W paradoksie tym drabina poruszając się równolegle do podłoża ulega skróceniu Lorentza. W rezultacie drabina mieści się wewnątrz garażu, w którym normalnie by się nie zmieściła. Z drugiej strony, z punktu widzenia obserwatora związanego z drabiną, to garaż porusza się, więc garaż ulega zmniejszeniu do jeszcze mniejszych rozmiarów i w ten sposób uniemożliwiając zmieszczenie drabiny. Ten pozorny paradoks wynika z błędnego założenia bezwzględnej jednoczesności zdarzeń. Drabina mieści się w garażu jedynie wtedy, gdy oba jej końce znajdują się jednocześnie wewnątrz. Według STW jednoczesność jest względna dla każdego obserwatora. Zatem pytanie "Czy drabina mieści się w garażu?" zależy od obserwatora, a to rozwiązuje problem.